# Caparazón (tortuga)

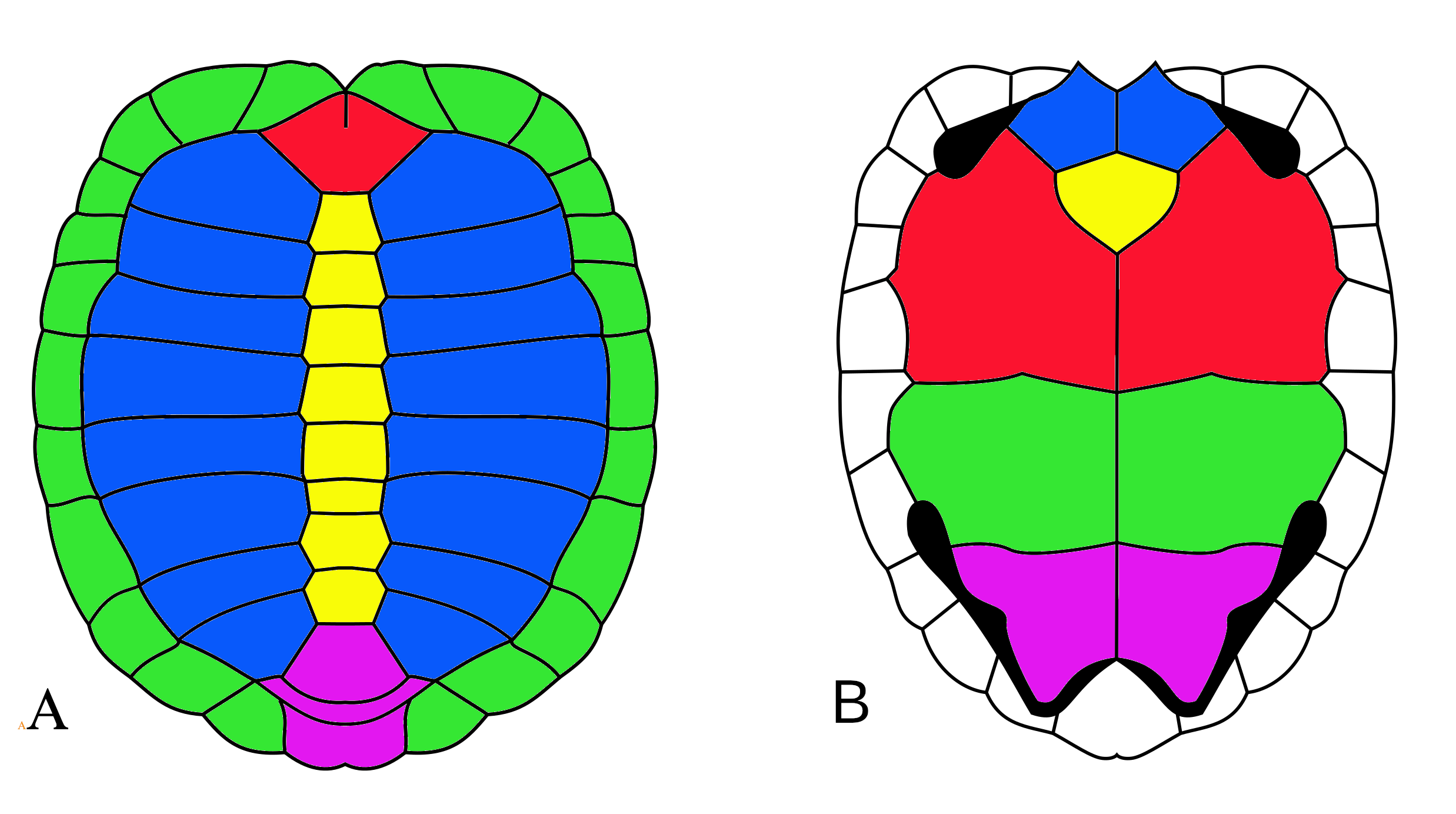
Placas óseas del caparazón de una tortuga. A) Espaldar. Rojo: placa nucal; Azul: placas costales; Amarillo: placas neurales; Verde: placas periféricas; Fucsia: placas pigales. B) Plastrón. Azul: Epiplastrones (clavículas); Amarillo: Endoplastrón (interclavícula); Rojo: Hioplastrón; Verde: Hipoplastrón; Fucsia: Xifiplastrón. Modificado de Gavrilov (1958) Curso de Anatomía y Fisiología Comparada.

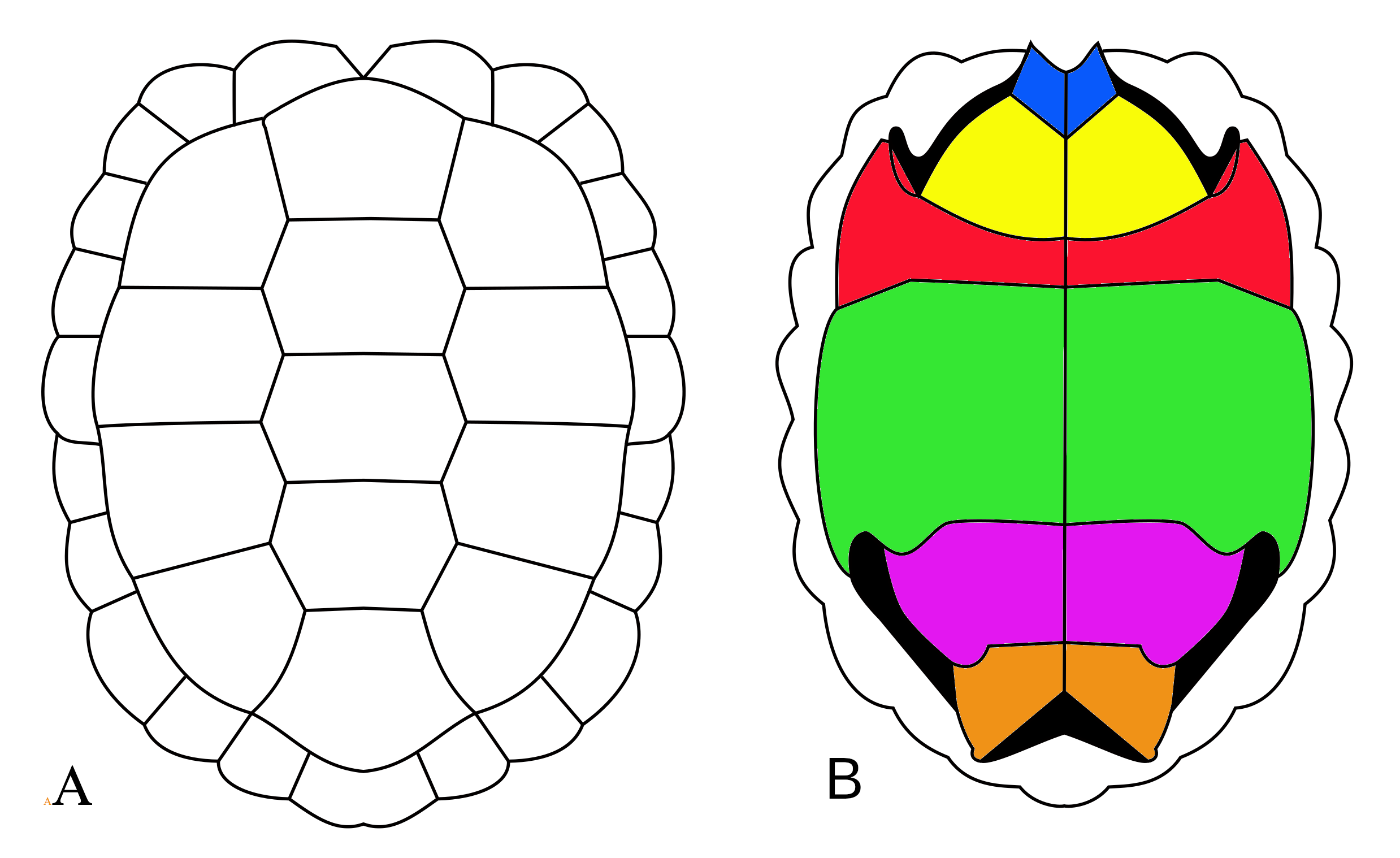
Placas córneas del caparazón de una tortuga. A) Espaldar B) Plastrón. Azul: placas gulares; Amarillo: placas humerales; Rojo: placas pectorales; Verde: placas abdominales; Fucsia: placas femorales; Naranja: placas anales.

El caparazón (del occitano capairon) es la placa única que recubre dorsalmente a las tortugas. Está constituido por placas de hueso u osteodermos de origen dérmico y cubiertas de escamas de origen epidérmico que le dan dureza y rigidez. Las placas y las escamas tienen una configuración diferente. 
La parte dorsal del caparazón se denomina espaldar y la parte central, peto o plastrón. Por el lado interno del espaldar están fusionadas la columna vertebral y las costillas, lo cual limita mucho el movimiento en estos animales.
El caparazón puede ser liso, granuloso, rugoso o tener una combinación de todas estas características.
El caparazón puede variar mucho entre las diversas especies de tortugas. Hay incluso tortugas con un caparazón más flexible conocidas como tortugas de caparazón blando.

## Desarrollo
El caparazón, parte inorgánica del animal formado por sales minerales, completo de las tortugas se forma a partir de una drástica modificación en el desarrollo de la caja torácica, con la escápula y la pelvis en el interior, y contiene 50 huesos dermales que no están presentes en ningún otro grupo de vertebrados, esto hace que la organización ósea y el plan corporal de las tortugas sea único. El caparazón entonces está formado por una parte del endoesqueleto de huesos dermales y por una epidermis córnea externa protectora. formada a su vez por varios escudos rígidos que acumulan β-keratina.
Durante el desarrollo hay una hipertrofia marcada de la dermis que parece causar una organización de otras estructuras (Escápulas, pelvis, costillas, cuello, cráneo).

### Caparazón

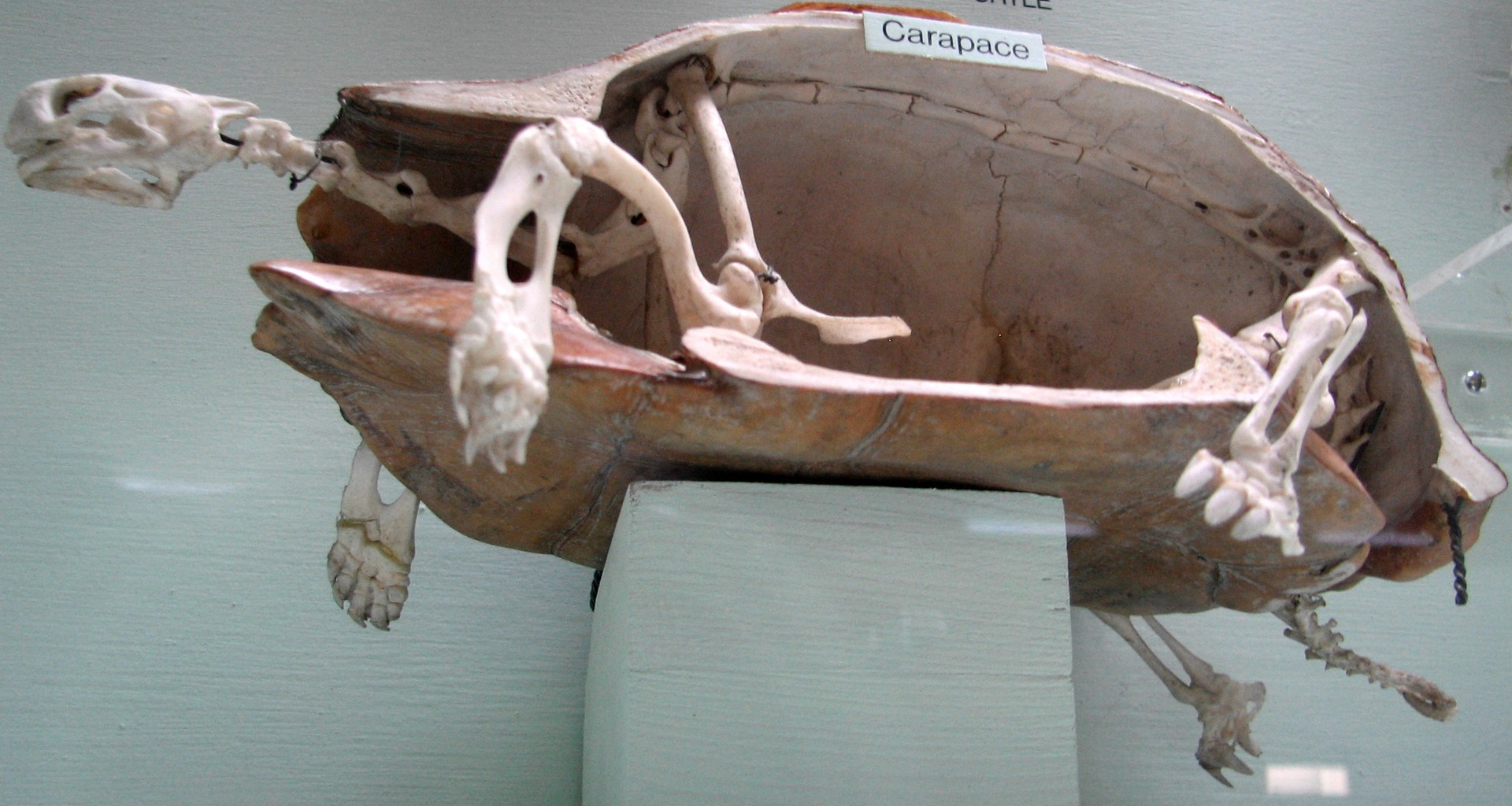
Esqueleto de tortuga en el que se puede apreciar la unión del caparazón con el resto del esqueleto.

La cresta del caparazón, una cresta longitudinal embrionaria, parece ser la innovación clave causante de esta serie de cambios, aparece por primera vez en el embrión en el estadio 14, está formada a partir de ectodermo  y rodea las costillas, posiblemente uniéndose a sus células primordiales, causando que migren hacia la dermis dorsal, rodeando la escápula y la pelvis, para fusionarse con la osificación dérmica que se produce cuando las costillas toman esta posición externa; así que las costillas no se encuentran hacia la parte ventral como ocurre en los demás vertebrados en los cuales rodean el tórax. Al ser removida la cresta del caparazón completa o parcialmente en el embrión las regiones del caparazón sin esta no se forman correctamente; con una remoción parcial las costillas se mueven hacia regiones donde la cresta aún esté presente y cuando la remoción es total no hay migración de costillas ni formación de caparazón.
Burke (1989 y 1991) encontró una similitud entre la cresta del caparazón y las yemas de extremidades y plumas en cuando a la expresión y distribución de fibronectina y moléculas de adhesión celular (MAC).
El gen Lef-1 se ha encontrado como necesario para el crecimiento de la cresta del caparazón y moléculas Wnt regulan esta estructura.
El caparazón también está formado por placas costales y neurales, y por elementos periféricos, de origen dermal. En la mayoría de los casos hay 8 a 9 pares de placas costales, asociadas cada una a un par de costillas, las placas neurales se encuentran asociadas, por su parte, a la espina neural de las vértebras torácicas. Ambos tipos de placas se forman como extensiones del pericondrio de las costillas y vértebras asociadas respectivamente.

### Plastrón

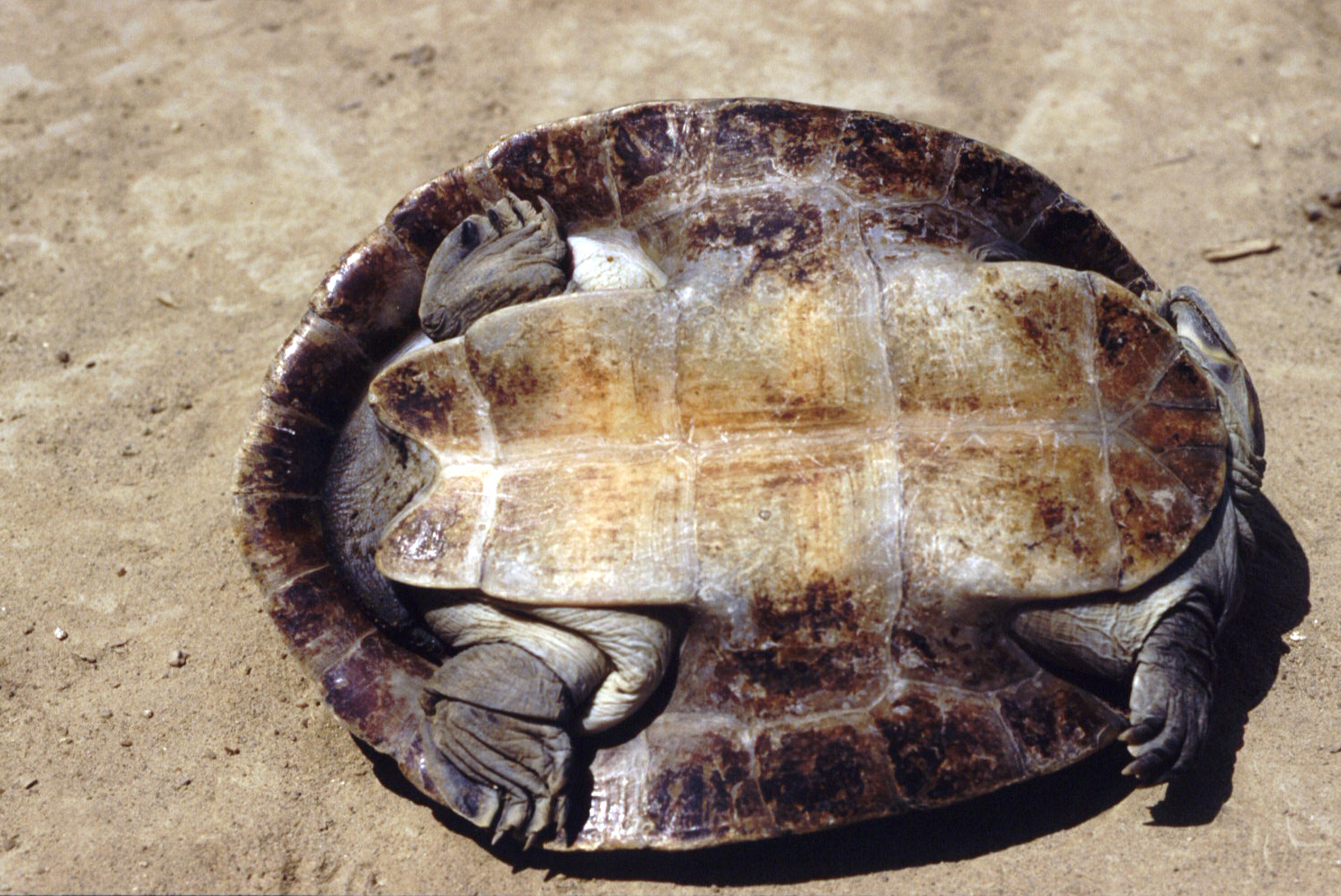
Plastrón de Podocnemis unifilis.

El plastrón es una osificación dermal, a él se fusionan huesos como las clavículas e interclavículas, generalmente está formado por 9 huesos, el par anterior se cree que es homólogo a las interclavículas. El origen embrionario del plastrón y los mecanismos moleculares en general por los que se forma no son muy bien conocidos.

### Músculos
Otros cambios importantes respecto al plan corporal de otros vertebrados ocurren en los músculos, principalmente los que conectan la escápula con la espalda (serrato anterior (SA), romboide (R) y elevador de la escápula (EE)). El SA se encuentra entre el caparazón y un complejo formado por R y EE. El músculo pectoral, por otro lado, se va a unir al aspecto dorsal del plástron.
Estos cambios ocurren por un doblamiento del cuerpo de la tortuga durante la embriogénesis, el SA está inicialmente conectando la escápula y la segunda costilla, al moverse la costilla hacia el dorso la conectividad del músculo no se altera, este rota hacia adentro y toma su posición dentro del caparazón. Esto ocurre con los demás músculos mencionados, los internos, su conectividad nunca varía dado que siguen los cambios conformacionales del sistema óseo rotando y acomodándose en su nueva posición.
En el caso de los músculos superficiales estos si presentan una migración y un cambio en las conexiones que forman en distintas partes del cuerpo de la tortuga.